# Cabecera (informática)
En informática, cabecera (header en inglés) se refiere a la información suplementaria situada al principio de un bloque de información que va a ser almacenada o transmitida y que contiene información necesaria para el correcto tratamiento del bloque de información.
En transmisión de información, los datos que siguen a la cabecera se suelen denominar cuerpo, carga útil o payload.
Es de vital importancia que la estructura de la cabecera responda a una especificación o formato claro e inequívoco para permitir su tratamiento.

## Ejemplos
- En un correo electrónico, el texto del mensaje (cuerpo) va precedido por unas líneas de cabecera que indican el emisor, el receptor, el asunto y otra información (ver RFC 822 para más detalles).
- En los paquetes enviados por internet, los datos (payload) van precedidos por una cabecera con información como la dirección IP del emisor y el receptor, el protocolo, el tiempo de vida y más datos relativos a la comunicación. El formato de estas cabeceras está especificado en el protocolo de Internet (IP).
- En formatos de archivos gráficos, la cabecera puede llevar información sobre el tamaño de la imagen, su resolución, número de colores por píxel, y más.
- En algunos lenguajes de programación como C y C++, se declaran funciones en archivos de cabecera que deben ser cargados antes de proceder con la compilación.

- Datos: Q1141160